# Betrayal of the Dove
Betrayal of the Dove (Brasil: Traição dos Inocentes ) é um filme estadunidense de suspense psicológico de 1993 estrelado por Helen Slater, Billy Zane e Heather Lind em um roteiro co-escrito pelo ator que virou autor Robby Benson. 

## Sinopse
A mãe solteira Ellie West (Helen Slater), que está lutando para libertar um ex-marido (Alan Thicke), encontra amor com o cirurgião Dr. Jesse Peter (Billy Zane), que ela encontra na consulta para a próxima cirurgia ambulatorial. Encorajada por sua amiga íntima Una (Kelly LeBrock) e pelo chefe de apoio Sid (Harvey Korman), ela prossegue rapidamente, mas depois tem uma reação incomum quando é submetida à sala de cirurgia, para desgosto do anestesiologista principal (Stuart Pankin) Após a cirurgia, Ellie começa a ver sinais estranhos indicando que ela e sua filha Autumn (Heather Lind) podem estar em perigo, mas ela não sabe por que ou quem deve ser cautelosa. Além disso, Norman, um admirador tímido (David L. Lander), pode ser a chave para reunir os alarmes bizarros de perigo que cercam Ellie.

## Elenco
- Helen Slater como Ellie West
- Billy Zane como Jesse Peter
- Alan Thicke como Jack West
- Kelly LeBrock como Una
- David L. Lander como Norman
- Heather Lind como Autumn West
- Harvey Korman como Sid
- Nedra Volz como Opal Vaneck
- Stuart Pankin como Dr. Gabe
- Bobbie Brown como dançarina erótica